# Johan Printzensköld
Johan Printzensköld (ondertekende met: Printzenskiölldh) (Zweden, 1615 – Rønne, 8 december 1658) was een Zweedse gouverneur op Bornholm.

## Levensloop

### Jeugd en militaire carrière
Printzensköld was de zoon van priester Jakob Printz. Vervolgens diende Printzensköld in het leger en werkte zich op tot majoor. Hij werd op 15 december 1645 in de adelstand verheven voor redden van de koning in de Dertigjarige Oorlog. Printzensköld kreeg hiervoor ook het landgoed "Prinsnäs" in Norra Sandsjö, Jönköpings län vereerd. Op 31 maart 1655 werd hij aangesteld als kolonel en diende hij in het regiment van de koningin. Van 18 tot 20 juli 1656 vocht zijn regiment mee in de Slag van Warschau, die door de Zweden gewonnen werd. Printzensköld raakte er zwaar gewond.

### Gouverneur van Bornholm
Als gevolg van de Vrede van Roskilde kwam Borringholm, zoals het eiland Bornholm destijds genoemd werd, in Zweedse handen. Koning Karel X Gustaaf zond vervolgens Johan Printzensköld als kolonel en gouverneur naar het eiland om daar het opzicht te houden, belasting te innen en soldaten te ronselen voor de vele campagnes die de koning uitvocht in de Oostzeeregio.
Samen met zijn 113 soldaten, zijn vrouw Anna Haard en vijf kinderen, arriveerde hij op 29 april 1658 in de haven van Sandvig en nam zijn intrek in het vervallen kasteel Hammershus waarvan het grootste gedeelte geen dak meer had en waar maar twee tochtige kamers waren waar hij met zijn vrouw en kinderen kon verblijven.
Bornholm was door de pestgolf van 13.000 tot 8.000 inwoners gedecimeerd, en vele boerderijen stonden er verlaten bij. Uit briefwisselingen met de koning blijkt dat Prinzensköld de inwoners van het eiland probeerde te ontzien door minder belasting op te eisen en de inkomsten voor het armoedehospitaal ongemoeid te laten. Ook probeerde hij minder soldaten te leveren dan door de koning gevraagd werd.

### Bornholmse opstand tegen de Zweedse overheersing
Op 18 november schreef hij echter dat hij meer manschappen nodig had en dat het kasteel een aanval van een leger of een burgeropstand niet zou kunnen weerstaan. In de voorgaande maanden waren de spanningen gestegen, de haat ten opzichte van de Zweedse overheersing werd openbaar geuit, en nu werd hij zelfs belaagd op zijn reizen over het eiland.
Op 8 december reed Printzensköld op een koude woensdagmiddag samen met zijn vaandrig Gustaf Sabbel door het sneeuwlandschap richting Hasle. Het doel was om de burgemeester van Hasle Peder Olsen te waarschuwen om de achterstallige belasting te betalen, of voor de kosten van het inkwartieren van zijn soldaten te worden opgezadeld. Vervolgens zou hij ook de burgemeester van Rønne bezoeken, waarna hij kapitein Henning Clausen Bohn zou bevelen om zijn brieven, met het verzoek om broodnodige versterking en goederen, naar Ystad te brengen. Jens Pedersen Kofoed, Niels Nielsen Gumløse en Jens Lauridsen Risom vielen de burgemeesterswoning van Peder Lavridsen Møller binnen, terwijl Aage Svendsen en Claus Nielsen Kam de wacht hielden. Jens Kofoed greep het bundeltje brieven die de gouverneur op tafel had gelegd. Printzensköld werd vastgenomen en het huis uit gevoerd, waar hij honderd meter verderop in het gevang van het raadhuis aan de Storegade (Grotestraat) gezet zou worden. Maar Printzensköld wist zich los te rukken en zette het op een lopen. Ver kwam hij niet; de jonge koopman Villum Clausen reageerde resoluut en schoot hem van vrij dichtbij dood.
De volgende dag stelden de opstandelingen zich op bij Hammershus en eisten de overgave van de soldaten en Printzenskölds vrouw. Ze deden net of ze Printzensköld gevangen genomen hadden en hem zouden vermoorden als ze zich niet zouden overgeven. De list werkte. De vrouw en haar kinderen werden veilig gesteld, en de soldaten gevangen genomen. Aan het einde van de maand werd ook een galjoen, dat versterking zou brengen, op slinkse wijze overmeesterd. Middels een brief aan de koning gaven de inwoners het eiland terug aan de Deense koning.
Het lichaam van Printzensköld werd in eerste instantie in Sankt Nicolai Kirke in Rønne begraven. Na de vrede van Kopenhagen werd zijn lichaam aan zijn weduwe overgedragen en werd hij bijgezet in de Kerk van Sandsjö in Smaaland. Hij staat met zijn vrouw en kinderen afgebeeld op een gedenkplaat in diezelfde kerk. In Rønne ligt een gedenksteen midden op de kruising van Storegade en Søborg Stræde met het getal 1658.

## Persoonlijk leven en familie
In 1650 scheidde hij van zijn eerste vrouw Susanna Dorotea Brachel. In 1652 trouwde hij met Anna Haard (ca. 1621-1692) uit Segerstad, de weduwe van Isak Henriksson Silfverhielm. Zij kregen vijf kinderen.
Zijn vrouw Anna Haar zat na zijn dood een klein jaar gevangen in Rønne waar zij goed behandeld werd. Johans eenjarige zoon Jacob overleed die zelfde maand terwijl Anna Haar in het gevang was gesloten. Zij werd in 1659 uiteindelijk vrijgelaten en vestigde zich met haar kinderen op het landgoed van de familie in Prinsnäs in Småland. Anna trouwde later met een andere officier.
De oudste zoon, Carl, werd geboren in 1653, volgde zijn vader in de voetsporen en werd uiteindelijk kolonel in 1692. Hij stopte met werken in 1700 en stierf op 7 januari 1703.

## Trivia
- Sommige oude Zweedse bronnen berichtten dat de Bornholmers alle soldaten afgeslacht hadden en een waar bloedbad hadden aangericht. Later zijn deze beweringen weerlegd.
- De Bornholmse opstandelingen geëerd met een 148 verzen lange Printzensköldvise (Printzensköldwijsje) opgetekend door J.C. Urne; een raadsman op Bornholm (1740-1778).
- De Bornholmse vlag wappert halfstok op 26 februari 1658,[6] 15 maart 1658,[7] en 29 april 1658.[8][9]
- De Bornholmse vlag wappert hoog op 8 december 1658[10] en 29 december 1658[9][11]